# Scaffolding
Scaffolding (angl. lešení, kostra) je metaforický pojem užívaný v pedagogických vědách. Jedná se o  konstruktivistickou koncepcí, která pomáhá žákům ve zvládání učiva a kterou řadíme do kognitivních teorií. Jejím autorem je Jerome Bruner.

## Scaffolding (metoda lešení)
Scaffolding v doslovném překladu znamená lešení či opora. V českém prostředí se proto s tímto tématem setkáváme pod názvy jako teorie, metoda či pojem lešení. Tímto termínem v pedagogice vysvětlujeme soubor podpůrných prostředků a strategií, které pomáhají žákům v překonávání různých bariér v učení a pomáhají při dosahování stanovených cílů.
Teorie scaffolding vychází z přesvědčení, že svému žákovi, který se teprve učí, musí učitel pomáhat. Tato pomoc spočívá ve vybudování lešení z nápověd či různých návodů, slovníčků, ukázkových řešení a další. Poté tuto oporu či lešení učitel může postupně rozebírat a odstraňovat, až se žák dostává do fáze, kdy si umí poradit bez něj. Cílem scaffoldingu je motivovat žáka, pomoci mu a usnadnit mu cestu k vlastnímu řešení úkolu, zvládnutí učiva, tedy pomoci mu k dosažení vlastních cílů.
Scaffolding je mezi učiteli hojně využívaná metoda, velmi oblíbená je při výuce CLIL (Integrovaná výuka předmětu a cizího jazyka). Každý učitel má svůj ověřený soubor strategií, které fungují, a technik, které vzbudí a udrží zájem žáků. A také způsobů, které jim mohou pomoci pochopit a aplikovat probíranou látku.
Existuje několik dělení či typů scaffoldingu dle různých autorů. Například rozdělení dle Tiny Sharp:
1. contingent scaffolding – nahodilá, neplánovaná podpora poskytovaná učitelem přímo ve výuce. Učitel reaguje na aktuální žákovy potřeby.
2. built-in-scaffolding – podpora, kterou učitel předem naplánoval a připravil. Například předem sepsané otázky.[4]

## Jerome Bruner

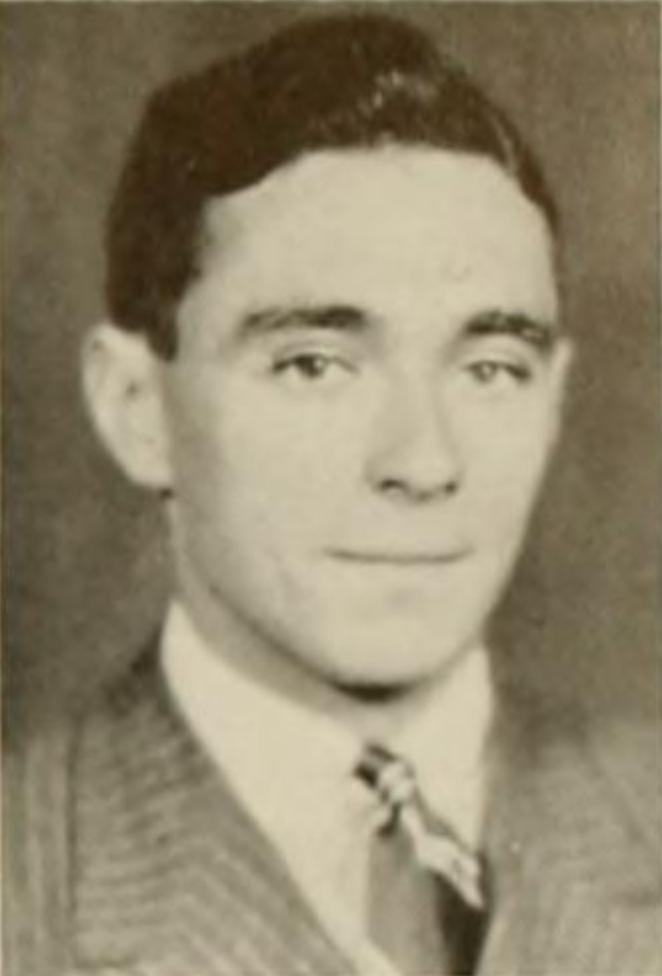
Jerome Bruner

Pojem scaffolding vytvořil v 80. letech 20. století americký psycholog a pedagog Jerome Bruner. Bruner svými myšlenkami navázal na myšlenky Lva Vygotského a jeho koncept zóny nejbližšího vývoje.

## Podmínky poskytování lešení
Existuje několik klíčových podmínek pro poskytování lešení. Aby bylo lešení úspěšné, je nutné tyto podmínky dodržet. První podmínkou je získat učícího se jedince pro vyřešení úkolu (učitel svého žáka motivuje pro daný úkol). Další podmínkou je interakce mezi účastníky lešení (učitel žákovi vysvětluje, vede ho k řešení a zjednodušuje jeho orientaci v úkolu). Následující podmínka je stupeň redukované volnosti (učitel stanoví určité meze, počet možností řešení). Na tuto podmínku navazuje podmínka, při které musí zkoušející udržovat správný směr úkolu. Poslední podmínkou je kontrola frustrace (tato podmínka spočívá v učiteli, který na žáka neustále nějakým způsobem dohlíží).

## Budování lešení
Při budování lešení jsou důležité čtyři základní kroky. Těmito kroky jsou předpovědi, vytváření otázek, shrnování a vyjasňování. Tyto kroky se využívají nejčastěji při výuce CLIL, kdy je propojena výuka cizího jazyka a předmětu. 
Budování lešení v praxi:
1. Předpovědi: žáci odhadují na základě minulých témat, co se bude probírat nynější hodinu. Dochází tedy k aktivaci dřívějších poznatků.
2. Vytváření otázek: žáci vytváří otázky, které je z daného tématu zajímají. Při využití v CLIIL procvičují žáci jak jazyk, tak daný předmět
3. Shrnování: zde dochází k ucelení získaných informací formou vyhledávání klíčových informací a témat. Žákům se vše lépe propojí.
4. Vyjasňování: při tomto kroku dochází k odstraňování překážek, které dělají žákům problém.

## Ukázky strategie scaffoldingu
- aktivace – např. práce ve dvojicích či skupinkách, diskuse nad daným tématem
- neverbální prostředky komunikace – např. mimika, gesta. Usnadní pochopení, vizuální zážitek, se kterým si budou moct daný výraz či myšlenku spojit
- grafické organizátory – např. myšlenkové mapy, schémata, grafy, náčrtky. Pomáhá žákům lépe pochopit souvislosti, lépe si daný problém představí
- mnemotechnické pomůcky – např. písničky, básničky. Žáci si zábavnou formou lépe a rychleji zapamatují například slovíčka v cizím jazyce
- využití internetu – pro žáky velmi motivační, práce s PC je baví, mohou např. vyhledávat informace týkající se daného tématu
- Další startegie jsou například jazykové rámce, napovězené začátky vět, modelové řešení úlohy, přeformulování zadání úlohy, průběžná reflexe atd.[1]

## Aplikace scaffoldingu ve výuce CICL (Integrovaná výuka předmětu a cizího jazyka)
| Když žák nemá dostatečné předchozí znalosti odborné látky | Když žák nemá dostatečné předchozí znalosti odborné látky |
| Strategie scaffoldingu | Komentář |
| --- | --- |
| Využít v úvodu aktivity brainstormingu (s celou třídou nebo ve dvojicích či skupinkách se zpětnou vazbou pro celou třídu).                                                                                             | Důležité je přijmout všechny nápady jako platné – v brainstormingu nehledáme správné řešení, ale možné cesty, které by nás mohly dovést k různým řešením, žádná odpověď tedy není chybná. Chceme žáky motivovat k tomu, aby mluvili, ne je odradit tím, že odmítneme jejich příspěvek.                                                                                             |
| Využít motivační materiály – obrázky, audiovizuální prostředky. | Je vhodné i u motivačních materiálů využít různé formy prezentace, obrazový materiál doplnit verbálním i neverbálními složkami komunikace. |
| Zařadit skupinovou práci tak, aby žáci museli sdílet informace. Pokud žáci nevědí, kdo bude určen jako mluvčí jejich skupiny, musejí usilovat o to, aby i nejslabšímu článku své skupiny předali co nejvíce informací. | Existují různé přístupy ke skupinové práci – buď se určí jednoznačné přiřazení rolí v rámci skupiny, nebo naopak: o tom, kdo z žáků bude výsledky skupiny prezentovat, se rozhodne náhodným losem až těsně před výstupem. V situaci, kdy je třeba, aby si všichni žáci oživili například látku minulých hodin, je druhý model výhodnější – podporuje aktivnější sdílení informací. |